# Urtica haussknechtii
Urtica haussknechtii là loài thực vật có hoa trong họ Tầm ma. Loài này được Boiss. miêu tả khoa học đầu tiên năm 1879.